# The Rustler Sheriff
The Rustler Sheriff est un film muet américain réalisé par Allan Dwan et sorti en 1911.

## Fiche technique
- Réalisation : Allan Dwan
- Date de sortie : États-Unis : 28 septembre 1911

## Distribution
- J. Warren Kerrigan : Jack Beemis
- Pauline Bush : Maud Walton
- Jack Richardson : The Rustler Sheriff